# Nesiotites
Nesiotites és un gènere extint de mamífers eulipotifles de la família Soricidae. Fou un gènere endèmic de les illes del Mediterrani que s'ha extingit en temps històrics.